# زمین مسابقه
زمین مسابقه ( ولزی: Y Cae Ras   ، معروف به STōK Cae Ras (یا STōK Racecourse ) به دلایل حمایت مالی، یک استادیوم فوتبال در راکسام ، ولز است. این خانه میزبان باشگاه فوتبال رکسهام است.
این قدیمی‌ترین استادیوم بین‌المللی فوتبال جهان است که هنوز میزبان مسابقات بین‌المللی است، که محل برگزاری اولین بازی بین‌المللی خانگی ولز در سال ۱۸۷۷ بوده است،  و بیش از هر زمین دیگری میزبان بازی‌های بین‌المللی ولز بوده است .  رکورد حضور در زمین در سال ۱۹۵۷ به ثبت رسید، زمانی که راکسام در مقابل ۳۴۴۴۵ تماشاگر با منچستریونایتد بازی کرد. 
زمین مسابقه بزرگ‌ترین ورزشگاه در شمال ولز و پنجمین ورزشگاه بزرگ در ولز است. گاهی اوقات توسط اتحادیه فوتبال ولز برای بازی های بین المللی خانگی استفاده می شود. این زمین همچنین توسط باشگاه لیگ راگبی صلیبی شمالی ولز ، باشگاه اتحادیه راگبی اسکارلتز و رزرو لیورپول استفاده شده است. در روزهای اولیه، زمین برای مسابقات کریکت و اسب دوانی استفاده می شد. کنسرت‌ها در سال ۲۰۱۶ با اجرای استریوفونیکس به میدان مسابقه بازگشت.
نام اسپانسر آن از ۱ ژوئیه ۲۰۲۳،  پس از قراردادی با قهوه دم سرد STōK اجرایی شد.